# منطقه اختصاصی سرخپوستی
منطقه اختصاصی سرخپوستی یا رزرویشن سرخپوستی (انگلیسی: Indian reservation) تخصیص مدیریت یک سرزمین به یک قبیلهٔ سرخپوست تحت نظارت دفتر امور سرخپوستان ایالات متحده به‌طور قانونی است، به جای این که دولت‌های ایالتی ایالات متحده در آن منطقه که سرزمین در آن واقع است مدیریت را بر عهده داشته باشند. هر یک از ۳۲۶ منطقه اختصاصی سرخپوستی در آمریکا مرتبط با یک قبیله یا قبایلی خاص است. همهٔ ۵۶۷ قبیلهٔ به رسمیت شناخته شدهٔ فدرال منطقهٔ اختصاصی مختص به خود ندارند و برخی قبایل چند منطقهٔ اختصاصی دارند. علاوه بر این، به دلیل تخصیص زمین در گذشته، که منجر به فروش برخی زمینها به غیر سرخپوستان شده، برخی مناطق اختصاصی شدیداً تکه‌تکه‌اند، و هر تکه زمین قبیله، فرد، و شخصی منطقه‌هایی در محاصره‌اند. ملت ناواهو که وسیع‌ترین منطقهٔ اختصاصیست، اندازه‌ای برابر ایالت ویرجینیای غربی دارد.
مساحت کل همهٔ مناطق اختصاصی ۵۶٬۲۰۰٬۰۰۰ جریب فرنگی (۲۲٬۷۰۰٬۰۰۰ هکتار؛ ۸۷٬۸۰۰ مایل مربع؛ ۲۲۷٬۰۰۰ کیلومتر مربع), در حدود اندازهٔ ایالت آیداهو است. با این که اندازهٔ بیشتر مناطق اختصاصی در قیاس با ایالات آمریکا کوچکند و ۱۲ تایشان از ایالت رود آیلند بزرگترند.